# Renault 9 Turbo
 (avril 2023).
Si vous disposez d'ouvrages ou d'articles de référence ou si vous connaissez des sites web de qualité traitant du thème abordé ici, merci de compléter l'article en donnant les références utiles à sa vérifiabilité et en les liant à la section « Notes et références ».
Les Renault 9 Turbo et Renault 11 Turbo sont les modèles sportifs de la gamme R9/R11, commercialisée par Renault à partir de mars 1984 pour la R11 Turbo et juillet 1985 pour la R9 Turbo pour répondre à la concurrence de l'époque sur ce segment : Golf GTi, Escort XR3i, Alfasud TI, et la 205 GTi. Elles sont animées par le mythique « moteur Cléon-Fonte », hérité des anciennes R8 de 1962, alimenté par un carburateur Solex simple corps gavé par un turbocompresseur Garrett. La R11 Turbo possède un important palmarès en rallye automobile comme voiture d'usine Renault aux mains d'Alain Oreille.

## Présentation
La Renault 9 est lancée en septembre 1981 et fut élue "Voiture de l'année 1982", la Renault 11 est lancée en avril 1983. Le duo Renault 9 / 11 remplace la Renault 14 surnommée la « Poire », qui restera un échec majeur du constructeur. Les Renault 9 et 11, bien qu'elles soient sœurs, avaient deux philosophies différentes afin de viser deux types de clientèle. La Renault 9 jouait sur son côté classique et élégant avec davantage de chromes : baguettes chromées dans les pare-chocs, baguettes de portes, joints de pare-brise, joints de lunette arrière, poignées intérieures de portes et sur la planche de bord, la Renault 11 jouait sur son style plus jeune, plus original et fonctionnel, avec son hayon et un minimum de chrome.
Ces deux voitures ont été dessinées par un transfuge de Citroën, Robert Opron, (designer des Citroën GS, SM, CX, Fuego, Renault 25…, il a également dessiné la phase 2 de la Citroën DS avec les phares pivotants). Les Renault 9 et Renault 11 sont des modèles charnières pour Renault car elles inaugurent une nouvelle base technique qui sera utilisée sur de nombreux modèles. En effet, leur châssis est réutilisé sur les Renault 19, Mégane I et Scénic I, et dérivé pour les Super 5, Express, Clio I, Clio II, Kangoo I et Twingo II. Les Renault 9 et Renault 11 sont les premières voitures à utiliser un moteur Renault en position transversale, ce qui donnera naissance aux boîtes de vitesses JB qui équiperont encore la Twingo II (La Renault 14 était la première Renault avec groupe motopropulseur en position transversale, mais avec un train avant dérivé de la Peugeot 104, son « moteur X » était issu de la Société Française de Mécanique commun à Peugeot et Renault, moteur également utilisé sur des modèles Peugeot, Talbot et Citroën). Les « moteurs F » apparus sur les Renault 9 et Renault 11 équiperont encore la Mégane III notamment avec le F4RT sur la Mégane III RS. Ces autos connaîtront une carrière internationale, avec notamment la Renault Alliance (version nord-américaine de la R9) et la Renault Encore (version nord-américaine de la R11), l'Alliance obtient une bonne critique du magazine Car and Driver, faisant sa liste des dix meilleures automobiles de l'année 1983, et décroche la palme de la meilleure voiture de l'année du magazine Motor Trend.
Initialement, Renault envisageait uniquement une version Turbo pour la Renault 11. Quant à la Renault 9, il y avait les versions GTS et GTX qui faisaient office de versions « sportives ». Les Renault 9 GTS et GTX adoptaient un look sport avec un volant à quatre branches, compte-tours, manomètre de pression d'huile et indicateur de niveau, 2 avertisseurs sonores, sièges habillés de velours noir soulignés d'une bande rouge, à l'extérieur les boucliers sont soulignés de rouge, des feux anti-brouillard, des jantes alliages, pneus tailles basses… La Renault 11 n'a pas eu droit à ce style « sportif » sur ses versions GTS et GTX, Renault avait réservé à la R11 une version plus radicale, la R11 Turbo mais également commercialisée la Renault 9 Turbo à partir de 1984 et uniquement en 4 portes.
La Renault 11 Turbo est commercialisée en mars 1984, uniquement en 3 portes, son type mine est C37500. Elle est reconnaissable avec ses roues en alliages léger et ses pneus tailles basses, ses "strippings" sur les côtés, son bouclier avant avec spoiler intégré et ses phares anti-brouillard, laves phares… À l'intérieur, son volant sport à quatre branches et son levier de vitesses sont gainés de cuir, la planche de bord, avec compte tours, manomètre de pression d'huile et manomètre de pression de Turbo, comprend même un ordinateur de bord à 8 fonctions. Les sièges avant baquets montés sur glissières courbes, offrent un maintien idéal. Velours, moquette épaisse, vitres teintées, lèves vitres électriques, condamnation des portes à distance par télécommande infrarouge… La Renault 11 Turbo est disponible avec un intérieur velours couleur anthracite ou sable. La Renault 9 turbo va bénéficier des mêmes équipements mais avec uniquement un intérieur velours couleur anthracite et rouge et pas d'ordinateur de bord ni vitre électriques ni direction assistée mais avec le même train arrière que la R11 Zender.Elle est la moins commercialisée et la plus rare en dehors de la R11 Zender.
En mars 1985, la Renault 11 Turbo est vendue également en versions 5 portes, son type mine est B37500, elle est uniquement commercialisée en France et en Argentine. La Renault 9 Turbo est la moins diffusée environ 
En mai 1985, la série limitée Renault 11 Turbo « ZENDER » conçue en partenariat avec le préparateur allemand Zender est commercialisée. Cette R11 Turbo reçoit non seulement un kit carrosserie, mais également l'adoption d'un train arrière 4 barres du même type que la Super 5 GT Turbo. Elle est équipée de 4 jantes alliage Zender en 15 pouces. Son type Mines est C37500A.
Pour le millésime 1986 (juillet 1985), la gamme R9/R11 subit un léger restylage. La Renault 9 adopte la calandre noire avec les barrettes fines et l'entourage chromé, à quatre phares de la R11, avec une nouvelle console centrale plus fine à l'intérieur pour augmenter l'espace aux jambes, la gamme R9 adopte également les compteurs de la R11. Quant à la Renault 11 une calandre modifiée à grosses barrettes, de couleur anthracite et sans entourage chromé, et également une console centrale plus fine à l'intérieur, la jauge à carburant perd ses chiffres. La R11 Turbo n'est plus disponible avec l'intérieur couleur sable. Côté mécanique, elle adopte le train arrière 4 barres de la R11 Turbo « ZENDER ». Sur la R11 Turbo, les vitres teintées, les lèves vitres électriques, la condamnation des portes à distance, l'ordinateur de bord et les laves phares deviennent des options.
Le millésime 1986 marque surtout le lancement de l’inattendue R9 Turbo. Son type Mines est L42500. Niveau style, Renault met le paquet, car elle aura droit aux pare-chocs et au becquet couleur carrosserie, malgré sa ligne plus classique (banale) que la R11, elle aura un habillage plus sportif que la R11 Turbo qui elle conserve ses pare-chocs et son becquet non peint. La R9 Turbo aura des "strippings" différents et des jantes alliage différentes de la R11 Turbo. Elle a pour but de donner une image plus jeune de la R9 et de relancer les ventes étouffées par la R11. La R9 Turbo a le paradoxe d'enlever ce qui faisait le charme et l'élégance de la R9, car seules la calandre, la planche de bord et les poignées intérieures de portes conservent du chrome, à un point qu'elle est reconnaissable du premier coup d’œil. Les équipements de la R9 Turbo sont similaires à ceux de la R11 Turbo. Elle dispose également du train arrière 4 barres.
En septembre 1986 (millésime 1987), les R9 et R11 phase 2 sont commercialisées. Ce qui faisait le charme de la R9 phase 1 disparaît, presque plus de chromes. Désormais, seuls l'arrière et la planche de bord distinguent les 2 modèles. Cette règle n'épargnera pas non plus les versions "Turbo", elles reprendront les jantes alliage de la R9 Turbo phase 1, les pare-chocs sont couleur carrosserie sur les 2 modèles et désormais les vitres teintées, les lève-vitres électriques, la condamnation des portes à distance… sont de nouveaux de série. En revanche, les lave-phares ne sont plus disponibles. Elles sont équipées de 4 freins à disques, leur puissance réelle augmente de 10 ch et le turbo est refroidi par eau.

## Technique
Le « moteur Cléon-Fonte » à arbre-à-cames latéral, un 4 cylindres rustique et éprouvé depuis les années 1960, conçu par l'ingénieur René Vuaillat est apparu sur la Renault Floride S et sur la Renault 8. Il est devenu célèbre en Rallye avec la Renault 8 Gordini mais porté dans les Renault 9 et 11 Turbo à une cylindrée de 1 397 cm3 (type C1J) grâce à un vilebrequin longue course. Ce moteur reçoit un turbo et un allumage électronique intégral, qui lui permet de développer 105 chevaux à 5 750 tr/min pour la phase 1 et 115 ch au même régime pour la phase 2. La distribution est réalisée par une chaîne.
Le turbocompresseur est un Garett T2 refroidi par air pour la phase 1 et par eau pour la phase 2, soufflant à 0,7 bar d'origine. Il est placé en amont du carburateur monocorps Solex 32 DIS. L'allumage est un allumage électronique intégral (AEI), caractérisé par l'absence de rupture mécanique par contact-rupteur du courant primaire, cette fonction étant réalisée électroniquement par un calculateur. L'AEI assure la fonction d'anti-cliquetis (par stratégie de modulation de l'avance à l'allumage). La détection du cliquetis est réalisée par un capteur piézo situé sur le milieu de la culasse. Le circuit d'air comprimé à l'aval du turbocompresseur comporte un échangeur air-air et un pressostat de sécurité afin de limiter la montée en pression dans ce circuit (taré d'origine à 1,1 bar).
Afin de faciliter le démarrage à chaud et la protection, un antipercolateur électrique est ajouté sur les modèles phase 2.

## Séries spéciales
- La Renault 11 Turbo « ZENDER » est une 11 Turbo 3 portes modifiée par le préparateur allemand Zender. Les différences avec une Renault 11 Turbo 3 portes de série sont les suivantes : spoiler rapporté sur le bouclier avant, l'ensemble étant peint à la teinte de la carrosserie, liséré rouge sur bandeau des boucliers avant et arrière, liséré rouge de bas de caisse prolongeant celui des boucliers, liseré rouge de ceinture de caisse intégrant le sigle « Zender » à l'arrière, éléments latéraux rapportés peints à la teinte de la carrosserie (bas de caisse profilés, bandeaux de porte), bouclier arrière avec jupe rapportée peinte à la couleur de la carrosserie, becquet aérodynamique agrandi, de couleur noire sur vitre de hayon, et jantes alliage léger style « Zender » 6J 15, pneumatiques 195/50 VR 15 Dunlop SP Sport Super D4 (roue de secours : jante tôle + pneumatique 155x13). Elle est la première de la gamme R9/R11 à être monté avec un train arrière 4 barres[5].
- La Renault 11 Turbo « FERRY » est une version suralimentée de la 11 Turbo de série avec une pression de turbo augmentée et quelques petites améliorations bien étudiées. Vendue à une somme tout à fait raisonnable, la 11 Ferry peut atteindre la vitesse de 200 km/h. En ce qui concerne l'aspect dynamique, les suspensions restent entièrement d'origine alors qu'au niveau des freins, les plaquettes avant sont un peu plus dures et les garnitures arrière restent inchangées. Un liquide de frein haute température remplace celui de série. Extérieurement, cette Renault 11 Ferry est équipée de jantes Rial de 15 pouces de diamètre avec des pneus Yokohama en 195/60. Les passages de roues sont ainsi fort bien remplis à tel point que quelques petites modifications sont nécessaires afin que le tout puisse passer sans encombre dans la caisse. Cette option donne à la 11 Turbo une tout autre physionomie et l'ensemble est bien plus agressif que le montage de série.

## Versions injection

### Renault 9 GTE et Renault 11 GTE
En Suisse, en Allemagne, aux Pays-Bas et en Autriche, à partir du millésime 1987 (phases 2), la Renault 11 Turbo sera remplacée par la Renault 11 GTE. La Renault 9 GTE sera également commercialisée. Elles seront animées par le « moteurs F » de 1 721 cm3 type F3N en injection multipoint, elles sont dotées d'un pot catalytique.

### Renault Alliance GTA

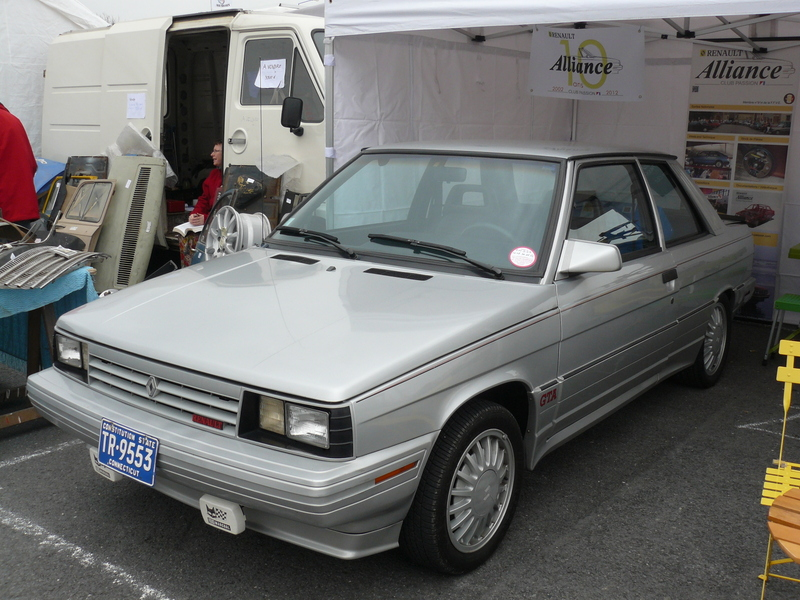
Renault Alliance GTA 2.0 de 1987

La Renault Alliance est la version destinée au marché nord-américain de la Renault 9. À partir de 1986, la sportive Renault Alliance GTA arrive au catalogue avec un « moteur F » de 1 965 cm3 type F3R (injection multipoint). Considérée comme un modèle à part entière, il ne s'agit en fait que d'une Alliance mue par un moteur plus sportif. Elle a un look spécifique, rappelant la Renault 11 Turbo « ZENDER » commercialisée en Europe, ainsi qu'une transmission et des suspensions modifiées. Elle n'est disponible qu'en carrosserie 2 portes et cabriolet. Un peu plus de 3 500 GTA furent produites en 1987 dans l'usine AMC de Kenosha.

## La R11 Turbo en rallye et sur circuit
- 1985 - Alain Oreille, vainqueur du groupe N au rallye Monte-Carlo sur Renault 11 Turbo ; Championnat de Pologne des rallyes (Andrzej Koper-Geborys);
- 1986 - Championnat d'Espagne de vitesse sur circuit - Tourisme (Jaime "Correcaminos" Sornosa); Alain Oreille 3e du Championnat de France des rallyes sur Renault 11 Turbo, et vainqueur du groupe A au rallye Monte-Carlo;
- 1987 - Championnat de Suisse des rallyes (Éric Ferreux-Audemars);  Championnat du Portugal des rallyes (José António Inverno Amaral-Neto); Alain Oreille, vainqueur du 8e Rallye des Garrigues - Languedoc-Roussillon, en championnat d'Europe sur Renault 11 Turbo Philips Renault Elf, avec Sylvie Oreille (3e en 1986);
- 1987 - Alain Oreille, 3e du Championnat de France des rallyes sur Renault 11 Turbo ; 2e du Rallye Alpin-Behra (Championnat d'Europe des rallyes);
- 1988 - Alain Oreille, 4e du Rallye Monte-Carlo sur Renault 11 turbo, avec Jean-Marc Andrié

## En collection
Aujourd'hui, elles sont devenues des voitures de collection. La Renault 11 Turbo « ZENDER » est celle qui a la cote la plus élevée, du fait qu'il s'agit d'une série limitée et de par sa rareté. Si pendant des années, la Renault 9 Turbo a été boudée, désormais elle affiche une cote sensiblement plus élevée qu'une Renault 11 Turbo (hors série limitée), du fait de sa rareté, la Renault 9 Turbo est le modèle Renault Sport le moins produit, ce qui en fait d'elle la plus rare des Renault Sport. Si la Renault 11 Turbo est plus convoitée, il n'empêche que l'offre par rapport à la demande est plus faible pour la Renault 9 Turbo. Cela s'explique par 2 phénomènes : il y a ceux pour qui la Renault 9 représente la voiture de leur enfance ou leur première voiture et donc recherchent ce type de véhicule aujourd'hui, comme tout collectionneur, ils se retournent vers les versions sportives, du fait que la Renault 9 Turbo s'est très peu vendue en fait aujourd'hui un véritable collector, pour les nostalgiques du modèle, la Turbo est la version qui a le plus d’intérêt de la gamme Renault 9, ce qui lui fait monter sa cote. Le deuxième phénomène vient des collectionneurs de Renault Sport ou de ceux qui collectionnent les Renault turbo des années 1980, pour qui la Renault 9 Turbo est bien souvent le modèle qui manque à leur collection. La Renault 9 Turbo a le privilège de bénéficier de l'image de la Renault 11 Turbo acquis en compétition et sa réputation (les 2 modèles étant indissociables), et rappelons que la mécanique est également commune à la Super 5 GT Turbo. La Renault 9 Turbo avec l'avantage d'être une sportive rare et une notoriété héritée des Renault 11 Turbo et Super 5 GT Turbo, en font un véritable collector, ce qui la démarque par exemple d'une Renault 18 Turbo qui manque d'image .
La Renault 9 Turbo, malgré sa ligne plus classique, séduit de plus en plus. Elle s'inscrit dans la lignée des berlines sportives à coffre telles que la Renault 8 Gordini, Renault 12 Gordini, Simca 1000 Rallye, Renault 21 Turbo 2 litres, Peugeot 405 MI16… Finalement, elle séduit plus qu'une Renault 11 Turbo en 5 portes, d'autant que la phase 1 a des détails bien spécifiques à elle, tels que les pare-chocs couleur carrosserie, strippings, jantes…
Les cotes des 2 modèles restent proches. Les phases 1 sont plus convoitées, car elles sont plus originales avec la calandre 4 phares, et sur la Renault 11 Turbo seules les phases 1 étaient disponibles avec l'intérieur couleur sable. À noter qu'une Renault 11 Turbo avec un intérieur couleur sable est très rare en 5 portes, car seulement produite de mars 1985 à juin 1985.